# Церква Єзуїтів (Валлетта)
Церква Єзуїтів — одна з найстаріших церков у столиці Мальти Валлетті, а також одна з найбільших у місцевій єпархії.

## Історія
На церковній території, крім самого храму розташований коледж. Св. Ігнатій Лойола, основоположник ордена єзуїтів, вирішив заснувати коледж на Мальті ще 1553 року, але заклад було засновано лише 1592 року, коли папа римський Климент VIII дав на те відповідну вказівку. 4 вересня 1595 року великий магістр ордена госпітальєрів Мартін Гарзез заклав перший камінь у його фундамент. Єзуїтський коледж спочатку був церковним, а не науковим, де проходило навчання кандидатів у священики.
У вересні 1634 року на церковній території стався великий вибух, який завдав серйозної шкоди як храму, так і коледжу. Реконструкцією нової церкви займався військовий інженер та архітектор ордена госпітальєрів Франческо Буонамічі з Лукки. Церква стала першою спорудою на Мальті, спорудженням якої керував архітектор зі світовим на ті часи ім'ям. Фасад церкви виконано в стилі бароко, а інтер'єр являє собою доричний ордер.
Єзуїти завідували коледжем до 1798 року, коли великому магістру Мануелю Пінто да Фронсека довелося покинути острів через французьку окупацію. Пізніше коледж відновив свою діяльність і став називатися Мальтійським університетом.